# Ander Okamika
Ander Okamika Bengoetxea (Lekeitio, província de Biscaia, 2 de abril de 1993) é um ciclista espanhol que compete com a equipa Burgos-BH.

## Trajetória
Extriatleta de alto nível, Ander Okamika decidiu dedicar-se exclusivamente ao ciclismo em 2020, devido à cancelamento de eventos de triatlo durante a pandemia de COVID-19. Em agosto, revelou-se nos campeonatos da Espanha ao ganhar o título de contrarrelógio e terminar segundo na corrida de rota, na categoria "elite" (amadores). Depois distinguiu-se nas corridas por etapas do calendário nacional, terminando quinto na Volta a Cantábria e depois na Volta a Alicante, tendo ganhado a primeira etapa.
Visto por seus bons resultados, converteu-se em profissional em 2021 dentro da equipa Burgos-BH.

## Palmarés
- Ainda não tem conseguido nenhuma vitória como profissional.

## Resultados em Grandes Voltas
| Corrida | Corrida         | 2021 | 2022 |
| ------- | --------------- | ---- | ---- |
|         | Giro d'Italia   | —    | —    |
|         | Tour de France  | —    | —    |
|         | Volta a Espanha | 75.º | 96.º |

—: não participa

Ab.: abandono

## Equipas
- - Burgos-BH (2021-)